# 4 Cygni
4 Cygni, som är stjärnans Flamsteed-beteckning, är en dubbelstjärna belägen i den södra delen av stjärnbilden Svanen, som också har variabelbeteckningen V1741 Cygni. Den har en kombinerad skenbar magnitud på ca 5,17 och är svagt synlig för blotta ögat där ljusföroreningar ej förekommer. Baserat på parallax enligt Gaia Data Release 2 på ca 5,8 mas, beräknas den befinna sig på ett avstånd på ca 560 ljusår (ca 171 parsek) från solen Den rör sig närmare solen med en heliocentrisk radialhastighet av ca -22 km/s.

## Egenskaper
Primärstjärnan 4 Cygni A är en blå till vit stjärna i huvudserien av spektralklass B8p Si (Fe II) där suffixnotationen anger att den är en typ av kemiskt speciell stjärna som kallas en kiselstjärna. Den har överskott av järn i dess visuella spektrum, men verkar heliumsvag i den ultravioletta frekvensen. Den har en massa som är ca 4 solmassor, en radie som är ca 5 solradier och utsänder ca 500 gånger mera energi än solen från dess fotosfär vid en effektiv temperatur av ca 12 200 K.
4 Cygni är en roterande variabel av Alfa2 Canum Venaticorum-typ (ACV), som har visuell magnitud +4,6 och varierar i amplitud med 0,02 magnituder och en period av 0,68674 dygn eller 16,482 timmar. Magnetfältets genomsnittliga kvadratiska fältstyrka är (254,7 ± 57,2) x 10-4 T.
4 Cygni är en enkelsidig spektroskopisk dubbelstjärna med en omloppsperiod av 35 dygn och en excentricitet på 0,45.